# Mozzecane
Mozzecane é uma comuna italiana da região do Vêneto, província de Verona, com cerca de 4.778 habitantes. Estende-se por uma área de 24,71 km², tendo uma densidade populacional de 199 hab/km². Faz fronteira com Nogarole Rocca, Povegliano Veronese, Roverbella (MN), Valeggio sul Mincio, Villafranca di Verona.

## Demografia
| Variação demográfica do município entre 1861 e 2011                               |
|                                                                                   |
| Fonte: Istituto Nazionale di Statistica (ISTAT) - Elaboração gráfica da Wikipedia |